# 성모송

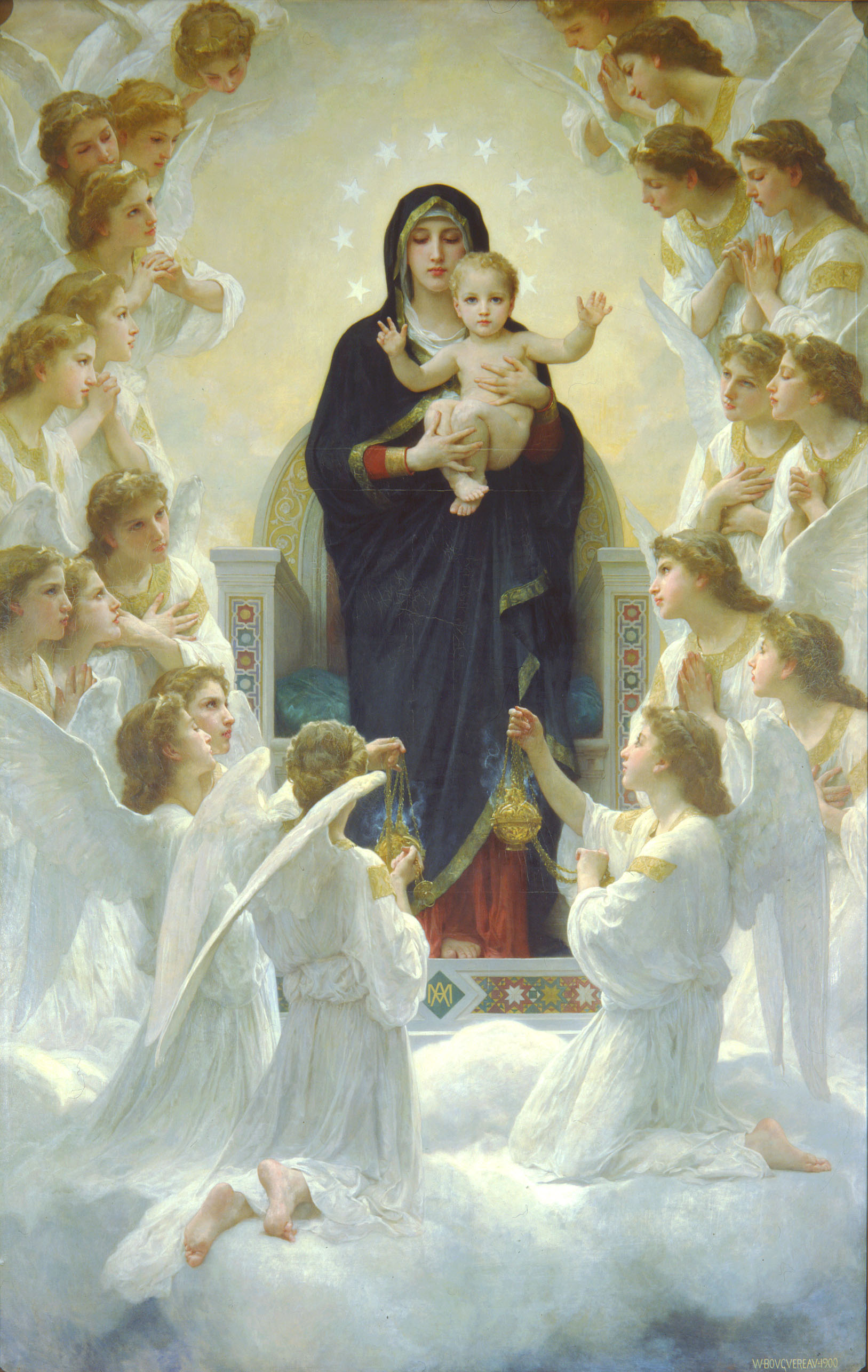

성모송(聖母誦, 라틴어: Ave Maria 아베마리아[*])은 그리스도교에서 성모 마리아를 기리며 마리아에게 전구(傳求, 대신 빌어줌)를 간청하는 것이다. 이를 한국어로 직역하면 ‘안녕하십니까, 마리아님’ 또는 ‘축하합니다, 마리아님’이라는 뜻이 있다. 다른 말로는 성모경(聖母經)이라고도 하며, 성모송은  전례 행위가 아닌 성모 마리아에 대한 공경 즉, 성모 마리아를 성인으로 공경하는 행위이다. 그리스도교에서 성모송 또는 성모기도를 통해 성모 마리아를 성인으로 공경하는 그리스도교 교파로는 로마 가톨릭교회, 정교회, 성공회 등이 있으며, 개신교 종교개혁자들인 마르틴 루터, 장 칼뱅, 츠빙글리도 성모 마리아를 그리스도의 어머니로서 존중하였다고 알려져 있다.
그 기도 내용은 루카 복음서에서 차용한 것으로, 크게 두 부분으로 나뉜다. 첫째 부분은 대천사 가브리엘이 마리아에게 축하 인사를 한 일(루카 1,28)과 세례자 요한의 어머니 엘리사벳이 마리아에게 인사를 올린 일(루카 1,42)이며, 성모 마리아를 찬미하는 내용을 담고 있다. 나머지 후렴구는 15세기경 프란체스코회에서 삽입한 것이라고 전해지는데 성모 마리아에게 전구(傳求, 대신 빌어줌)를 간청하는 내용을 담고 있다.
성모송은 6세기부터 전해져 오다가 11세기 이래로 수도원에서 봉송되었고 13세기부터 평신도들에게도 널리 알려졌다. 1568년에는 교황 비오 5세가 성모송을 성무일도에 삽입하여 대중들에게 더욱 널리 전파시켰다. 또한, 이 기도를 내용으로 한 교회 음악이나 기도문을 가사로 한 음악 작품 등이 많이 제작되었다.

## 천주의 성모께 바치는 기도
《가톨릭 교회 교리서》는 성모송에 대해서 이렇게 언급하고 있다.
"마리아께서 성령께 탁월하게 협력하신 사실을 토대로, 교회는 그리스도의 신비에서 드러난 그분의 위격에 초점을 맞추어 천주의 성모님께 바치는 기도를 발전시켜 왔다. 이 기도를 표현하는 수많은 찬미가와 후렴 안에는 흔히 두 가지 움직임이 번갈아 나타난다. 하나는 주님께서 당신의 비천한 여종에게, 그리고 이 여종을 통해서 모든 사람에게 해주신 "큰일"에 대해 주님을 "찬양하는"(magnificat) 것이며(루카 1,46-55 참조), 또 다른 하나는 예수님의 어머니께 하느님의 자녀들의 애원과 찬미를 맡겨 드리는 것인데, 이는 마리아께서 이제 하느님의 아들이 자신 안에서 마치 신부처럼 취하신 그 인성을 알고 계시기 때문이다. 마리아께 드리는 기도의(그러나 신에게 하듯하는 기도는 아니다.) 이 두 가지 움직임은 '성모송'에 탁월하게 표현되어 있다"(2675-2676항).
즉, 성모송에는 하느님을 찬양하는 것과 성모 마리아께 애원과 찬미를 맡겨드리는 두 모습이 나타나고 있다.

## 성모송의 의미
《가톨릭 교회 교리서》는 또한 성모 마리아께 기도를 바치는 의미에 대해 다음과 같이 말한다.
"마리아께서는 완벽한 기도자, 교회의 표상이시다. 우리가 마리아께 기도하는 것은, 모든 인류를 구원하시려고 당신 아들을 보내신 성부의 계획에 마리아와 함께 동의하는 것이다. 예수님께서 사랑하셨던 제자가 그랬듯이, 우리도 살아 있는 모든 이의 어머니가 되신 분, 예수님의 어머니를 모시어,28) 마리아와 함께 기도할 수 있고, 나아가서 마리아께 기도할 수도 있다. 마리아의 기도는 교회의 기도를 떠받쳐 주는 것이며, 교회의 기도는 희망 안에서 마리아의 기도와 일치한다"(2679항).

## 기도문

### 라틴어
Ave Maria, gratia plena
Dominus tecum,
benedicta tu in mulieribus
et benedictus fructus ventris tui Jesus.
Sancta Maria, Mater Dei,
ora pro nobis peccatoribus,
nunc et in hora mortis nostrae.
Amen.

### 이탈리아어
Ave, o Maria, piena di grazia,
il Signore è con te.
Tu sei benedetta fra le donne
e benedetto è il frutto del tuo seno, Gesù.
Santa Maria, Madre di Dio,
prega per noi peccatori,
adesso e nell'ora della nostra morte.
Amen.

### 인도네시아어
Salam Maria, penuh rahmat,
Tuhan sertamu;
terpujilah engkau di antara wanita,
dan terpujilah buah tubuhmu, Yesus.
Santa Maria, bunda Allah,
doakanlah kami yang berdosa ini,
sekarang dan waktu kami mati.
Amin.

### 토바 바탁어
Tabi di ho, Maria na gok asi.
Didongani Tuhan do ho.
Ho do na pinasupasu sian angka boruboru,
jala pinasupasu do parbue ni bonianmu, Jesus;
O Maria na badia, ina ni Debata,
tangianghon ma hami pardosa on,
nuaeng dohot di tingki hamamatenami.
Amen.

### 영어
Hail Mary, full of grace,
the Lord is with thee,
blessed art thou among women,
and blessed is the fruit of thy womb, Jesus.
Holy Mary, mother of God,
pray for us sinners,
now, and at the hour of our death.
Amen.

### 에스파냐어
Dios te salve María, llena eres de gracia,
el señor es contigo,
y bendita tú eres entre todas las mujeres,
y bendito es el fruto de tu vientre , Jesús.
Santa María, madre de Dios,
ruega por nosotros pecadores,
ahora y en la hora de nuestra muerte.
Amén.

### 포르투갈어
Ave Maria cheia de graça,
o Senhor é convosco.
Bendita sois vós entre as mulheres,
e bendito o fruto do vosso ventre, Jesus.
Santa Maria, Mãe de Deus,
rogai por nós, pecadores, agora e na hora da nossa morte.
Amém.

### 프랑스어
Je vous salue, Marie pleine de grâce;
le Seigneur est avec vous.
Vous êtes bénie entre toutes les femmes
Et Jésus, le fruit de vos entrailles, est béni.
Sainte Marie, Mère de Dieu,
priez pour nous pauvres pécheurs, maintenant et à l'heure de notre mort.
Amen.

### 독일어
Gegrüßet seist du, Maria, voll der Gnade,
der Herr ist mit dir.
Du bist gebenedeit unter den Frauen,
und gebenedeit ist die Frucht deines Leibes, Jesus.
Heilige Maria, Mutter Gottes,
bitte für uns Sünder
jetzt und in der Stunde unseres Todes.
Amen.

### 타갈로그어 / 필리핀어
Aba Ginoong Maria, napupuno ka ng grasya,
ang Panginoong Diyos ay sumasaiyo.
Bukod kang pinagpala sa babaeng lahat,
at pinagpala naman ang iyong Anak na si Hesus.
Santa Maria, ina ng Diyos,
Ipanalangin mo kaming makasalanan
ngayon at kung kami mamamatay.
Amen.

### 일본어
アヴェ、マリア、恵みに満ちた方、
主はあなたとともにおられます。
あなたは女のうちで祝福され、
ご胎内の御子イエスも祝福されています。
神の母聖マリア、
わたしたち罪びとのために、
今も、死を迎える時も、お祈りください。
アーメン。

### 한국어
- 천주교 번역(현재)

은총이 가득하신 마리아님, 기뻐하소서!
주님께서 함께 계시니 여인 중에 복되시며
태중의 아들 예수님 또한 복되시나이다.
천주의 성모 마리아님,
이제와 저희 죽을 때에
저희 죄인을 위하여 빌어주소서.
아멘.
- 천주교 번역(1997년 새 번역 개정 이전)

은총이 가득하신 마리아여, 기뻐하소서!
주께서 함께 계시니 여인 중에 복되시며,
태중의 아들 예수 또한 복되시도다!
천주의 성모 마리아여,
이제와 우리 죽을 때에
우리 죄인을 위하여 빌으소서.
아멘.
- 천주교 번역(제 2차 바티칸 공의회 이전)

성총을 가득히 입으신 마리아여, 네게 하례하나이다.
주 너와 한가지로 계시니
여인 중에 너 총복을 받으시며,
네 복중에 나신 예수 또한 총복을 받아 계시도소이다.
천주의 성모 마리아는,
이제와 우리 죽을 때에
우리 죄인을 위하여 빌으소서.
아멘.
- 성공회 번역

은총을 가득히 입으신 마리아여! 기뻐하소서.
주님께서 함께 계시니 여인 중에 복되시며,
마리아에게 나신 예수님 또한 복되시나이다.
하느님의 모친 되신 마리아여,
이제와 임종 시에 우리 죄인을 위하여 빌어주소서. 아멘
- 성공회 번역(1939년)

성총을 가득히 입으신 마리아여 하례하나이다
주께서 한 가지로 계시오니
모든 여인 중에 복을 받으시며
마리아에게 나신 예수도 유복하도소이다
천주의 모친 되신 마리아여
이제와 임종시에 우리 죄인을 위하야 기구하옵소서
아멘